# Nina Rodrigues
Nina Rodrigues este un oraș în unitatea federativă Maranhão (MA), Brazilia.